# Campionati del mondo di ciclismo su strada 2007 - Gara in linea maschile Elite
La gara in linea maschile Elite dei Campionati del mondo di ciclismo su strada 2007 fu corsa il 30 settembre 2007 nel territorio circostante Stoccarda, in Germania, su un percorso di complessivi 267,4 km. La prova fu vinta dal campione del mondo uscente, l'italiano Paolo Bettini, che terminò la gara in 6h15'36".

## Percorso
Il circuito della prova su strada era lungo 19,1 km. Dopo la partenza sull'Am Kochenhof, il percorso conduceva sull'Am Kräherwald (L1187) prima di un breve anello di 600 metri lungo la Lenzhalde e la Herdweg e caratterizzato dalle massime pendenze, al 13%. Rientrati sull'Am Kräherwald si proseguiva verso sud prima di entrare sulla Botnanger Straße per percorrere un altro anello. Si andava lungo la Herderstraße e la Rotenwaldstraße (L1015), salendo, con pendenze massime dell'8%, fino al Birkenkopf, il punto più alto di tutto il circuito, 450 m s.l.m.; quindi si scendeva – andando verso nord – lungo la Geißeichstraße (continuazione dell'Am Kräherwald, ma percorsa in senso inverso). Si giungeva nel distretto di Botnang, di nuovo sulla Botnanger Straße, e, correndo lungo il corso del fiume Feuerbach, si percorrevano la Beethovenstraße, la Regerstraße, la Furtwänglerstraße e la rettilinea Feuerbacher-Tal-Straße (K9501) risalendo sempre verso nord. Giunti sulla Stuttgarter Straße, una salita di 80 metri di dislivello lungo la Tunnelstraße, la Siemensstraße, la Maybachstraße e la Stresemannstraße (verso sud) riportava gli atleti alla zona del polo fieristico e al traguardo. Nella gara maschile Elite andavano completati quattordici giri (267,4 km).

## Squadre e corridori partecipanti
| N.      | Cod. | Squadra       |
| ------- | ---- | ------------- |
| 1-9     | ITA  | Italia        |
| 10-18   | ESP  | Spagna        |
| 19-27   | AUS  | Australia     |
| 28-36   | RUS  | Russia        |
| 37-41   | LUX  | Lussemburgo   |
| 42-50   | GER  | Germania      |
| 51-59   | BEL  | Belgio        |
| 60-68   | NED  | Paesi Bassi   |
| 69-75   | USA  | Stati Uniti   |
| 76-84   | FRA  | Francia       |
| 85-87   | GBR  | Gran Bretagna |
| 88-93   | SLO  | Slovenia      |
| 94-96   | NOR  | Norvegia      |
| 96-102  | UKR  | Ukraina       |
| 103-105 | SWE  | Svezia        |
| 106-111 | POL  | Polonia       |
| 112-116 | RSA  | Sud Africa    |
| 117-122 | COL  | Colombia      |
| 123-128 | POR  | Portogallo    |
| 129-132 | IRI  | Iran          |
| 133-138 | ARG  | Argentina     |
| 139-141 | JPN  | Giappone      |

| N.      | Cod. | Squadra         |
| ------- | ---- | --------------- |
| 142-144 | CAN  | Canada          |
| 145-150 | CRO  | Croazia         |
| 151-153 | BLR  | Bielorussia     |
| 154-156 | DEN  | Danimarca       |
| 157-162 | SVK  | Slovacchia      |
| 163-165 | BRA  | Brasile         |
| 166-168 | AUT  | Austria         |
| 169-170 | EST  | Estonia         |
| 171-173 | VEN  | Venezuela       |
| 174-175 | LTU  | Lituania        |
| 176     | BUL  | Bulgaria        |
| 177-179 | SUI  | Svizzera        |
| 180-182 | CZE  | Repubblica Ceca |
| 183     | LAT  | Lettonia        |
| 184-186 | SRB  | Serbia          |
| 187-189 | NZL  | Nuova Zelanda   |
| 190-192 | KAZ  | Kazakhistan     |
| 193     | HUN  | Ungheria        |
| 194-196 | UZB  | Uzbekistan      |
| 197     | IRL  | Irlanda         |
| 198     | CHN  | Cina            |

## Resoconto degli eventi
Il primo attacco consistente fu portato dal francese Stéphane Augé e dal colombiano Marlon Pérez, partiti durante il secondo giro che conclusero con 2'08" sul gruppo, vantaggio che salì a 3'26" al termine del terzo giro, durante il quale il russo Sergej Kolesnikov raggiunse il duo di testa, e a 5'17" al termine del quarto. Durante il quinto giro, l'attacco di un gruppetto di otto corridori causò un'accelerazione del gruppo principale, che ridusse lo svantaggio dai battistrada e si divise in due tronconi, con solo una sessantina di corridori che rimasero in testa. Al termine del giro, il secondo gruppo aveva un distacco dal primo superiore a 3 minuti, mentre i fuggitivi, staccati ormai di poche decine di secondi, furono raggiunti. Oltrepassata la metà della corsa, dal gruppo di testa si staccarono 24 corridori, che furono raggiunti a solo 66 km dal traguardo.
Con quattro giri al termine della corsa, ogni tentativo di attacco veniva neutralizzato dal lavoro del gruppo. Solo l'italiano Davide Rebellin e il russo Aleksandr Kolobnev riuscirono a guadagnare qualche decina di secondi di vantaggio, ma il lavoro della selezione tedesca annullò anche il loro tentativo. Il piccolo gruppo ormai rimasto in testa fu ulteriormente frammentato dall'accelerazione dello spagnolo Samuel Sánchez, che permise a cinque corridori di prendere la testa della corsa, Fränk Schleck (Lussemburgo), Stefan Schumacher (Germania), Paolo Bettini (Italia), Kolobnev e Cadel Evans (Australia). Nonostante la poca collaborazione, i cinque riuscirono ad arrivare sul traguardo, dove Bettini batté tutti in volata.

## Ordine d'arrivo (Top 10)
| Pos. | Corridore          | Squadra     | Tempo    |
| ---- | ------------------ | ----------- | -------- |
| 1    | Paolo Bettini      | Italia      | 6h15'36" |
| 2    | Aleksandr Kolobnev | Russia      | s.t.     |
| 3    | Stefan Schumacher  | Germania    | s.t.     |
| 4    | Fränk Schleck      | Lussemburgo | s.t.     |
| 5    | Cadel Evans        | Australia   | s.t.     |
| 6    | Davide Rebellin    | Italia      | a 6"     |
| 7    | Samuel Sánchez     | Spagna      | a 8"     |
| 8    | Philippe Gilbert   | Belgio      | s.t.     |
| 9    | Fabian Wegmann     | Germania    | s.t.     |
| 10   | Martin Elmiger     | Svizzera    | s.t.     |